# Adeline Wuillème
Adeline Wuillème (Reims, 8 de diciembre de 1975) es una deportista francesa que compitió en esgrima, especialista en la modalidad de florete.
Ganó dos medallas de bronce en el Campeonato Mundial de Esgrima de 2005 y dos medallas (oro y bronce) en el Campeonato Europeo de Esgrima de 2008.
Participó en tres Juegos Olímpicos de Verano, entre los años 1996 y 2004, ocupando el quinto lugar en Atlanta 1996 y el séptimo en Atenas 2004, en la prueba por equipos.

## Palmarés internacional
| Campeonato Mundial | Campeonato Mundial | Campeonato Mundial | Campeonato Mundial  |
| Año                | Lugar              | Medalla            | Prueba              |
| ------------------ | ------------------ | ------------------ | ------------------- |
| 2005               | Leipzig (Alemania) | Medalla de bronce  | Florete individual  |
| 2005               | Leipzig (Alemania) | Medalla de bronce  | Florete por equipos |
| Campeonato Europeo |                    |                    |                     |
| Año                | Lugar              | Medalla            | Prueba              |
| 2008               | Kiev (Ucrania)     | Medalla de oro     | Florete individual  |
| 2008               | Kiev (Ucrania)     | Medalla de bronce  | Florete por equipos |